# 富山県道220号下瀬小倉線
富山県道220号下瀬小倉線（とやまけんどう220ごう しもぜおぐらせん）とは、富山県富山市内を起点・終点とする一般県道。全線が富山市婦中地区内で完結する。

## 路線データ
- 起点：富山県富山市婦中町下瀬（下瀬交差点、富山県道59号富山庄川線交点）
- 終点：富山県富山市婦中町小倉（小倉交差点、国道472号・富山県道216号小倉笹倉線交点）

## 通過する自治体
- 富山県
  - 富山市

## 接続道路
- 富山県道59号富山庄川線（富山県富山市婦中町下瀬）
- 国道472号婦中バイパス（富山市婦中町千里）
- 富山県道344号千里八尾線（富山市婦中町千里）
- 国道472号（富山市婦中町小倉・小倉交差点）
- 富山県道216号小倉笹倉線（富山市婦中町小倉・小倉交差点）